# Hellogoodbye
Hellogoodbye er en Rockgruppe fra USA.

## Diskografi
- Zombies aliens vampires dinosaurs (2007)

| Musikgruppe | Spire Denne artikel om en amerikansk musikgruppe er en spire som bør udbygges. Du er velkommen til at hjælpe Wikipedia ved at udvide den. |